# 인천과학예술영재학교
인천과학예술영재학교(仁川科學藝術英才學校)는 대한민국 인천광역시 연수구 송도동에 있는 공립 과학예술영재학교이다.

## 학교 연혁
- 2012년 10월 17일 : 인천과학예술영재학교 설립
- 2012년 11월 23일 : 인천과학예술영재학교 지정(교육부)
- 2012년 12월 1일 : 교육부 지정 영재학교 인가 학년별 5학급(총 15학급)
- 2013년 8월 1일 : 인천과학예술영재학교 교육과정 개발
- 2016년 3월 2일 : 제1기 입학(77명) 및 초대 이원희 교장 취임
- 2019년 1월 31일 : 제1기 졸업(75명)
- 2020년 3월 2일 : 교육부 지정 미래형 교육혁신 선도학교 운영
- 2021년 3월 2일 : 교육부 지정 인공지능 핵심인재 양성 지원 학교 운영
- 2023년 3월 2일 : 미래형 교육혁신 학교 운영
- 2024년 1월 5일 : 제6기 졸업(79명) (졸업생 누계 456명)
- 2024년 3월 4일 : 제9기 입학(79명) 및 제3대 이소현 교장 취임

## 참고 자료
- 인천과학예술영재학교 - 한국교육학술정보원 학교알리미